# Поссаньо
Поссаньо (итал. Possagno) — коммуна в Италии, располагается в провинции Тревизо области Венеция.
Население составляет 2034 человека (2008 г.), плотность населения составляет 170 чел./км². Занимает площадь 12 км². Почтовый индекс — 31054. Телефонный код — 0423.
Покровителем населённого пункта считается святой Святой Рох.

## Демография
Динамика населения:

## Администрация коммуны
- Официальный сайт: http://www.comune.possagno.tv.it